# Eva Wutti
Eva Wutti (* 26. Februar 1989 in Wolfsberg) ist eine ehemalige österreichische Triathletin und Radsportlerin. Sie ist dreifache Triathlon-Staatsmeisterin (2010, 2011, 2012) und mehrfache Ironman-Siegerin (2013–2017). Wutti wird seit 2013 als schnellste Athletin in der Bestenliste österreichischer Triathletinnen auf der Ironman-Distanz geführt. Seit 2018 konzentrierte sie sich auf den Marathonsport und war Österreichs schnellste Läuferin über diese Distanz.

## Werdegang
Eva Wutti war in ihrer Jugend in der Leichtathletik (Mittelstreckenlauf) aktiv und sie betrieb Triathlon von 2009 bis 2018. Seit 2018 hat sie sich voll und ganz dem Marathonsport gewidmet und ist derzeit Österreichs schnellste Läuferin über die Marathondistanz.

### Staatsmeisterin Triathlon 2010
2010 und 2012 wurde sie jeweils österreichische Triathlon-Staatsmeisterin auf der Mitteldistanz.
Im Juni 2011 wurde die Kärntner SU Tri Styria-Athletin auf der Wiener Donauinsel auch Staatsmeisterin auf der olympischen Distanz (1,5 km Schwimmen, 40 km Radfahren und 10 km Laufen). Im August 2011 wurde Eva Wutti hinter der Schweizerin Karin Thürig in Wiesbaden Zweite bei der Ironman 70.3 European Championship.
Wutti startete in der Saison 2013 im Kader „Langdistanz“ des ÖTRV. Im Mai wurde sie Fünfte bei der Europameisterschaft auf der Mitteldistanz.

### Siegerin Ironman 2013
Im August 2013 gewann sie in Dänemark den Ironman Copenhagen – mit der viertschnellsten je von einer Frau bei einem Ironman-Triathlon erzielten Zeit.
Im Oktober 2014 gewann sie die Erstaustragung des Ironman Barcelona. In Klagenfurt konnte sie im Juni 2015 den Ironman Austria gewinnen und nur eine Woche später in Norwegen auf der Halbdistanz auch den Ironman 70.3 Norway für sich entscheiden.
Parallel zu ihren Triathlonaktivitäten startete Eva Wutti u. a. gemeinsam mit Pelin Cizgin für das am Rad-Weltcup der Frauen teilnehmende österreichische UCI Women’s Team Nö Radunion Vitalogic (UCI code NOE). Am 23. Juni 2013 gewann sie bei den österreichischen Staatsmeisterschaften auf der Straße die Bronzemedaille. Bei den österreichischen Staatsmeisterschaften 2014 im Einzelzeitfahren belegte sie den sechsten Platz. Sie startet für die beiden Vereine SU Tri Styria, das Team Erdinger Alkoholfrei sowie die Schwimm Union Wien (SUW).
Am 31. Juli 2015 wurde bekanntgegeben, dass Eva Wutti als 18. Frau im Kona Points Ranking System erstmals einen Pro-Startplatz für die Ironman World Championships im Oktober auf Hawaii erhielt. Die 35 höchstplatzierten Profi-Triathletinnen, die zwischen dem 31. August und dem 31. Juli des Folgejahres die meisten Punkte mit ihren Platzierungen bei den weltweiten Wettkämpfen des WTC sammeln, sind jeweils für den Ironman Hawaii in Kailua Kona qualifiziert. Im Oktober wurde Eva Wutti Sechzehnte beim Ironman Hawaii.
Im Mai 2017 startete sie nach ihrer Mutterschaft beim Ironman 70.3 Barcelona und belegte den siebten Rang. Im Juni ging sie beim Neufelder Triathlon im Burgenland auf der Kurzdistanz sowie im Juli beim Ironman Austria an den Start und konnte beide Rennen gewinnen. Im Juli wurde sie Zweite bei der Erstaustragung des Ironman Hamburg. Bis 2018 startete sie für das Team Erdinger Alkoholfrei.

### Wechsel in den Marathonsport 2018
Am 22. April 2018 strebte die damals 29-Jährige beim Vienna City Marathon das EM-Limit (2:37:00 h) für Berlin an, was sie aber um 59 Sekunden verpasste. Im September 2018 konnte sie als erste Österreicherin auf der Triathlon-Mitteldistanz die Challenge Walchsee-Kaiserwinkl für sich entscheiden. Im September wurde sie Vierte bei der ETU-Europameisterschaft auf der Triathlon-Langdistanz im Rahmen der Challenge Madrid.
Beim Vienna City Marathon im April 2019 schaffte Wutti das Marathon-WM-Limit als sechstschnellste Frau und beste Österreicherin mit persönlicher Bestzeit in 2:34:12 h.
Seit damals konzentrierte sie sich voll und ganz auf den Marathon, ihr großes Ziel war es, sich für die Olympischen Spiele 2021 in Tokio zu qualifizieren. Eva Wutti egalisierte bei den Marathon-Staatsmeisterschaften im Dezember 2020 in Wien mit 2:30:43 h den österreichischen Rekord von Andrea Mayr aus dem Jahr 2009.

## Privates
Eva Wutti studierte Rechtswissenschaften in Wien. 2016 legte sie eine Schwangerschaftspause ein und im August kam ihre Tochter zur Welt. Sie lebt mit ihrer Familie in Barcelona und in ihrem Geburtsort Wolfsberg in Kärnten.

## Sportliche Erfolge
| Datum/Jahr    | Rang | Wettbewerb                                     | Austragungsort        | Zeit     | Bemerkung                                                              |
| ------------- | ---- | ---------------------------------------------- | --------------------- | -------- | ---------------------------------------------------------------------- |
| 8. Juni 2019  | 1    | Neufelder Triathlon                            | Neufeld an der Leitha | 01:03:20 | Siegerin Sprintdistanz                                                 |
| 11. Juni 2017 | 1    | Neufelder Triathlon                            | Neufeld an der Leitha | 02:05:02 |                                                                        |
| 27. Juli 2014 | 1    | Tri Zell                                       | Zell am See           |          | Siegerin auf der olympischen Distanz                                   |
| Aug. 2013     | 1    | Krems Triathlon                                | Krems                 | 01:59:44 | Siegerin auf der olympischen Distanz mit neuem Streckenrekord          |
| 11. Juni 2011 | 1    | ÖTRV Staatsmeisterschaft Triathlon Kurzdistanz | Wien                  | 02:05:58 | Staatsmeisterin auf der olympischen Distanz beim Vienna City Triathlon |
| 13. Sep. 2008 | 3    | ÖTRV Staatsmeisterschaft Triathlon Junioren    | Wien                  | 01:06:08 | Junioren Damen (0,75 km Schwimmen, 20 km Radfahren und 5 km Laufen)    |

| Datum/Jahr    | Rang | Wettbewerb                                           | Austragungsort  | Zeit     | Bemerkung |
| ------------- | ---- | ---------------------------------------------------- | --------------- | -------- | --- |
| 2. Sep. 2018  | 1    | Challenge Walchsee-Kaiserwinkl                       | Walchsee        | 04:18:11 | |
| 26. Aug. 2018 | 4    | Ironman 70.3 Zell am See-Kaprun                      | Zell am See     | 01:50:48 | verkürzter Kurs ohne die Raddistanz |
| 27. Mai 2018  | 8    | Ironman 70.3 Austria                                 | St. Pölten      | 04:42:23 | |
| 20. Mai 2018  | 3    | Ironman 70.3 Barcelona                               | Barcelona       | 04:39:29 | |
| 25. Nov. 2017 | 6    | Ironman 70.3 Bahrain                                 | Manama          | 04:18:31 | |
| 21. Mai 2017  | 7    | Ironman 70.3 Barcelona                               | Barcelona       | 04:52:48 | erfolgreiches Comeback nach der Mutterschaft |
| 5. Juli 2015  | 1    | Ironman 70.3 Norway                                  | Haugesund       | 04:15:32 | |
| 27. Feb. 2015 | DNF  | Challenge Dubai                                      | Dubai           | –        | Start auf der Halbdistanz – Rennabbruch auf der Radstrecke                                                                                      |
| 31. Aug. 2014 | 1    | Ironman 70.3 Zell am See-Kaprun                      | Zell am See     | 04:28:35 | |
| 13. Apr. 2014 | 2    | Triathlon Internacional Portocolom                   | Portocolom      | 03:59:35 | |
| 1. Sep. 2013  | 2    | Ironman 70.3 Zell am See-Kaprun                      | Zell am See     | 04:15:04 | |
| 26. Mai 2013  | DNF  | Ironman 70.3 Austria                                 | St. Pölten      | –        | Das Rennen musste witterungsbedingt ohne die Schwimmdistanz ausgetragen werden und Wutti gab nach dem Radfahren auf.                            |
| 19. Mai 2013  | 5    | ETU Middle Distance Triathlon European Championships | Barcelona       | 04:45:47 | Europameisterschaft auf der Mitteldistanz im Rahmen des Half Challenge Barcelona                                                                |
| 2. Sep. 2012  | 1    | ÖTRV Staatsmeisterschaft Triathlon Mitteldistanz     | Walchsee        | 04:25:51 | Österreichische Staatsmeisterin auf der Mitteldistanz mit dem vierten Rang bei der Challenge Walchsee-Kaiserwinkl                               |
| 12. Aug. 2012 | 10   | Ironman 70.3 Germany                                 | Wiesbaden       | 04:50:51 | bei der Ironman 70.3 European Championship |
| 24. Juni 2012 | 1    | CityTriathlon Heilbronn                              | Heilbronn       | 03:14:34 | [ 15 ] |
| 3. Juni 2012  | 9    | Ironman 70.3 Switzerland                             | Rapperswil-Jona | 04:36:23 | |
| 4. Dez. 2011  | DNF  | Ironman 70.3 Asia Pacific                            | Phuket          | –        | Rennabbruch nach Sturz |
| 14. Aug. 2011 | 2    | Ironman 70.3 Germany                                 | Wiesbaden       | 04:50:54 | Zweite bei den Ironman 70.3 European Championships                                                                                              |
| 17. Juli 2011 | DNF  | ÖTRV Staatsmeisterschaft Triathlon Mitteldistanz     | Obertrum am See | –        | in Führung gelegen Rennabbruch; 1 km vor dem Ziel kollabiert                                                                                    |
| 6. Juni 2011  | 4    | Ironman 70.3 Austria                                 | St. Pölten      | 04:31:51 | als beste Österreicherin |
| 5. Sep. 2010  | 1    | ÖTRV Staatsmeisterschaft Triathlon Mitteldistanz     | Saalfelden      | 04:16    | Österreichische Staatsmeisterin Mitteldistanz, neben Max Renko bei der Tri Motion Saalfelden (2 km Schwimmen, 80 km Radfahren und 22 km Laufen) |

| Datum/Jahr    | Rang | Wettbewerb                                                   | Austragungsort | Zeit     | Bemerkung |
| ------------- | ---- | ------------------------------------------------------------ | -------------- | -------- | --- |
| 7. Okt. 2018  | DNF  | Ironman Barcelona                                            | Calella        | –        | zweitschnellste Schwimmerin mit 55:35 min; Rennabbruch auf der Radstrecke                                                                      |
| 23. Sep. 2018 | 4    | ETU Challenge Long Distance Triathlon European Championships | Madrid         | 10:15:03 | ETU-Europameisterschaft Triathlon Langdistanz im Rahmen der Challenge Madrid                                                                   |
| 13. Aug. 2017 | 2    | Ironman Hamburg                                              | Hamburg        | 09:23:35 | Zweite bei der Erstaustragung |
| 2. Juli 2017  | 1    | Ironman Austria                                              | Klagenfurt     | 09:06:25 | erfolgreiches Comeback in Klagenfurt |
| 10. Okt. 2015 | 16   | Ironman Hawaii                                               | Hawaii         | 09:43:25 | erster Start bei den Ironman World Championships                                                                                               |
| 28. Juni 2015 | 1    | Ironman Austria                                              | Klagenfurt     | 08:45:37 | |
| 29. März 2015 | 6    | Ironman South Africa                                         | Port Elizabeth | 09:40:22 | |
| 5. Okt. 2014  | 1    | Ironman Barcelona                                            | Calella        | 08:49:21 | |
| 6. Juli 2014  | DNF  | Ironman Germany                                              | Frankfurt      | –        | Wutti gab das Rennen nach hohem Tempo am Rad und der Hitze am Main auf der Laufstrecke entkräftet auf.                                         |
| 17. Mai 2014  | DNF  | Ironman Texas                                                | The Woodlands  | –        | |
| 6. Okt. 2013  | 1    | Challenge Barcelona-Maresme                                  | Barcelona      | 08:51:01 | |
| 18. Aug. 2013 | 1    | Ironman Copenhagen                                           | Kopenhagen     | 08:37:36 | Siegerin bei der Erstaustragung mit der achtschnellsten je von einer Frau bei einem Triathlon unter dem Markenzeichen „Ironman“ erzielten Zeit |
| 30. Juni 2013 | DNF  | Ironman Austria                                              | Klagenfurt     | –        | Wutti beendete das Rennen nach technischen Problemen auf der Radstrecke.                                                                       |

| Datum/Jahr    | Rang | Wettbewerb             | Austragungsort           | Zeit     | Bemerkung                                       |
| ------------- | ---- | ---------------------- | ------------------------ | -------- | ----------------------------------------------- |
| 18. Mai 2025  | 1    | Salzburg-Marathon      | Salzburg                 | 02:37:44 |                                                 |
| 12. Sep. 2021 |      | Vienna City Marathon   | Wien                     |          | Staatsmeisterschaften Marathon                  |
| 7. Apr. 2019  | 6    | Vienna City Marathon   | Wien                     | 02:34:12 |                                                 |
| 25. Feb. 2019 | 4    | Halbmarathon Barcelona | Granollers               | 01:15:49 | im Halbmarathon mit neuer persönlicher Bestzeit |
| 22. Apr. 2018 | 7    | Vienna City Marathon   | Wien                     | 02:37:59 |                                                 |
| 31. Dez. 2017 | 1    | Silvesterlauf          | Klagenfurt am Wörthersee | 36:35    | 10 km                                           |

(DNF – Did Not Finish)